# Stygocyathura salpiscinalis
Stygocyathura salpiscinalis là một loài chân đều trong họ Anthuridae. Loài này được Botosaneanu & Stock miêu tả khoa học năm 1982.